# "생태 및 사회 보호를 위한" 전우크라이나당
"생태 및 사회 보호를 위한" 전우크라이나당(우크라이나어: „Всеукраїнська Політична партія – Екологія та Соціальний захист“)은 2003년 11월 등록한 우크라이나의 정당이다.
2007년까지는 전국 단위 선거에 참여하지 않았다. 2007년 우크라이나 총선에서는 크리스찬 블록의 일부로 참여했으나 득표수가 24,597표에 그쳐 원내 진입에는 실패했다. 선거 당시 키이우 시와 키이우주, 자카르파탸주에서 많은 표를 얻었다. 이후 선거에는 참여하지 않고 있어, 2012년 우크라이나 총선에서는 참여하지 않았으며 2014년 우크라이나 총선에도 후보를 내지 않았다.